# Ose (demon)

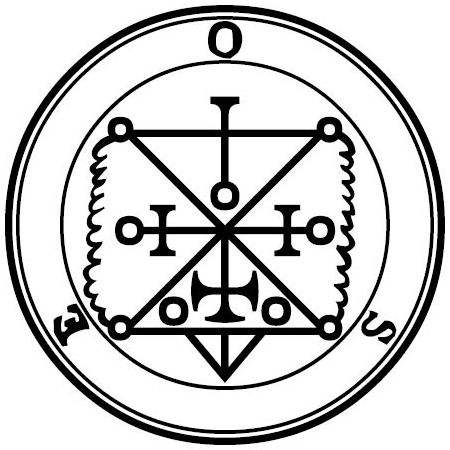
Sigil potrzebny do przywołania Ose

Ose – w tradycji okultystycznej, pięćdziesiąty siódmy duch Goecji. Znany również pod imionami Oso, Woso, Osé, Oze, Oz i Voso. By go przywołać i podporządkować, potrzebna jest jego pieczęć, która według Goecji powinna być zrobiona z rtęci.
Jest wielkim przywódcą (prezydentem) piekła. Rozporządza 3 albo 30 legionami duchów.
Uczy nauk wyzwolonych, odpowiada na pytania dotyczących rzeczy boskich, tajemnych i abstrakcyjnych. Może nadać dowolny kształt osobie wskazanej przez egzorcystę, która zarazem będzie z nową postacią identyfikować się.
Wezwany, ukazuje się pod postacią lamparta, aczkolwiek czasami przemienia się w człowieka. Nosi na głowie koronę, jednakże jego panowanie nie trwa więcej niż jedną godzinę dziennie.